# Bivouac
Bivouac (с англ. — «Бивуак») — второй студийный альбом американской панк-рок-группы Jawbreaker, выпущенный лейблами Tupelo Recording Company и The Communion Label 1 декабря 1992 года. Во время продвижения своего дебютного альбома Unfun (1990 г.) во время десятинедельного тура по Соединённым Штатам у группы появился новый материал, над которым они хотели поработать на своих концертах. После завершения тура они распались, хотя позже, в 1991 году, снова объединились для написания новых песен. С июня 1991 года они писали материал и репетировали несколько раз в неделю в преддверии сессий звукозаписи в октябре 1991 года. Сессии проходили в студии Razor’s Edge в Сан-Франциско, штат Калифорния, где продюсерами выступили сами Jawbreaker, Билли Андерсон, Майк Мораски и Джонатан Бёрнсайд. Классифицируемый как эмо-, панк-рок и поп-панк-альбом, в нём прослеживается влияние творчества таких групп, как Helmet, Naked Raygun и ранних The Smashing Pumpkins, а также испытал влияние пост-панк-сцен Среднего Запада и Вашингтона, округ Колумбия.
Bivouac получил положительные отзывы музыкальных критиков, многие из которых похвалили его разнообразное звучание, в то время как другие прокомментировали смену направления с Unfun. В преддверии выхода альбома Bivouac в мае 1992 года был выпущен сингл с альбома — «Chesterfield King», который сопровождался гастролями по Восточному побережью США. Через несколько месяцев фронтмен Блейк Шварценбах начал страдать от проблем с горлом; во время гастролей по Европе он перенёс операцию в Лондоне по удалению полипа, который образовался на его голосовых связках. Через пять дней он вернулся к пению, и его голос поднялся на две октавы выше. Альбом Bivouac был переиздан лейблом Blackball Records на лейбле барабанщика Адама Пфалера в 2012 году и с тех пор дважды переиздавался на виниле. LA Weekly и Spin назвали альбом важным релизом в жанре эмо, а «Chesterfield King» была включена в список 100 лучших песен в стиле поп-панк по версии журнала Cleveland.com.

## Предыстория
Jawbreaker выпустили свой дебютный студийный альбом Unfun в мае 1990 года на лейбле Shredder Records, который сопровождался десятинедельными гастролями по Северной Америке. Во время выступления вокалист и гитарист Блейк Шварценбах сказал, что у них есть новый материал, над которым они хотели бы поработать во время своих живых выступлений. Это отличалось от их предыдущего метода записи песен сразу после их завершения. Басист Крис Бауэрмейстер наслаждался гастролями, но отметил, что это накладывало отпечаток на личные отношения между членами группы. Дошло до того, что он перестал разговаривать с барабанщиком Адамом Пфалером и Шварценбахом. Хотя гастроли помогли группе завоевать популярность в национальных панк-турах, напряжённость привела к тому, что по возвращении домой Jawbreaker распались. После этого Бауэрмейстер и Шварценбах вернулись в Нью-Йоркский университет, после чего несколько месяцев не общались. В этот период Бауэрмейстер посетил шоу в музыкальном клубе CBGB и завёл разговор с одним из посетителей. Этот человек был разочарован распадом Jawbreaker, и Бауэрмейстер, услышав об этой новости, впервые после их гастролей подумал о группе в целом. Бауэрмейстер получил степень бакалавра в декабре 1990 года, а Шварценбах — спустя нескольких месяцев.
После уговоров своих друзей Бауэрмейстер и Шварценбах воссоединились и решили снова работать в группе. Завершив обучение, в середине 1991 года трио переехало в район Мишн в Сан-Франциско, штат Калифорния, для написания нового материала. После переезда музыкальные пристрастия участников группы сменились в сторону музыки таких коллективов, как Government Issue, Nirvana и Pixies. Арендная плата в этом районе была низкой и позволяла участникам полностью погрузиться в общение с артистами и музыкантами-единомышленниками. Все они жили в одном здании: Пфалер и Шварценбах в одной комнате, а Бауэрмейстер в комнате напротив со своим техником Раулем Рейесом и Лэнсом Ханом из Cringer. После этого они отыграли 25 концертов в местных городах вместе с такими панк-группами, как Econochrist, Green Day и Samiam. Вскоре Jawbreaker были приняты музыкальной сценой в районе залива Сан-Франциско, стали известны читателям панк-зина Maximumrocknroll и стали формироваться в одном из главных панк-заведений этого района. Первоначально Jawbreaker входили в число шести групп, но по мере роста их аудитории они стали выступать в качестве хедлайнеров в Беркли, Лос-Анджелесе и Сакраменто, штат Калифорния, в дополнение к Сиэтлу, штат Вашингтон.

## Запись
Журналист Дэн Оззи в своей книге «Распродажа: Массовое помешательство крупных лейблов, охватившее панк, эмо и хардкор в 1994—2007 годах» (2021 г.), пишет, что они выделялись на фоне местных поп-панк-групп и состава лейбла Lookout! Records из Беркли, поскольку участники были «немного старше, немного более образованны. У них были учёные степени по философии, истории, английской литературе, в то время как многие из них были старшеклассниками или бросали учёбу». Оззи также сказал, что первое время пребывания Jawbreaker в Bay Area совпало с завершением периода становления инди-сцены. Он объяснил, что после выхода альбома Nevermind группы Nirvana на лейбле в сентябре 1991 года он сразу же стал коммерчески успешным. В результате интерес музыкальной индустрии к инди-исполнителям значительно возрос. Пфалер сказал, что крупные лейблы начали проявлять интерес к Jawbreaker в том году; они получили письма от двух лейблов, которые хотели послушать их демозапись, но участники группы их быстро проигнорировали. Большинство песен, вошедших в их следующий альбом, были написаны в период с июня по сентябрь 1991 года .
Jawbreaker репетировали несколько раз в неделю на репетиционной площадке в Тендерлойне, Сан-Франциско, в преддверии сессий звукозаписи в октябре 1991 года. Они записывались в студии Razor’s Edge в Сан-Франциско, штат Калифорния; они выбрали студию, поскольку знали о других выступлениях, которые там записывались. Основные партии ударных, бас-гитары и гитары были записаны за три-четыре дня. Продюсер Джонатан Бёрнсайд участвовал в этих первых сессиях всего один день, пока не покинул проект, оставив его в основном продюсеру и звукоинженеру Билли Андерсону. Андерсон был ранее знаком с группой, а также был её поклонником, поскольку знал членов группы по сцене в Сан-Франциско. Хотя Майк Мораски считается продюсером, Андерсон сказал, что он взял на себя роль звукоинженера. После недельного перерыва в течение двух-трёх дней начался процесс наложения. Андерсон подсчитал, что эти сессии обошлись группе менее чем в 5000$. Они свели большинство песен в разгар пожара в Окленд-Хиллз, о чём не подозревали до позднего вечера. «Ache» была записана во время сессий, но в конечном итоге была оставлена без сведения, когда составлялся список композиций. Андерсон, Майк Мораски, Бёрнсайд и сама группа были приглашены в качестве звукоинженеров и продюсеров. Джордж Хорн занимался мастерингом альбома в студии Fantasy, расположенной в Беркли, штат Калифорния.

## Композиция и стиль
В музыкальном плане звучание Bivouac было охарактеризовано как эмо, панк-рок, и поп-панк, с музыкальными элементами навеянные творчеством групп Helmet, Naked Raygun и ранних The Smashing Pumpkins. В своей книге «24-часовая терапия мести» (2018), посвященной группе, Ронен Гивони сказал, что она была «медленнее, тяжелее и мрачнее во всех отношениях» по сравнению с Unfun. Он объяснил, что Bivouac — это «набор обширных, сложных глубоководных эпопей; гневных, параноидальных воплей отчаяния; скорбных, оплакивающих весь мир похоронных песнопений; и ярких, состоящих из нескольких частей фантазий о мести». Шварценбах сравнил звучание альбома с работами Боба Моулда, Майка Несса из Social Distortion, Эвана Дандо из The Lemonheads, Шинейд О’Коннор, Ги Пиччотто из Fugazi и Дэйва Пирнера из Soul Asylum. Кайл Райан из The A.V. Club написал, что на группу повлияли пост-панк-сцены Среднего Запада и Вашингтона, округ Колумбия, с их «угловатыми ритмами, мощным басом, шумными гитарами и ярко выраженной мрачностью». Шварценбах и Хан часто говорили о написании песен; Хан и остальные участники Jawbreaker вместе проводили время и слушали музыку, которая, по словам Шварценбаха, нашла отражение в их песнях.
Известный автор Брендан Фитцджеральд сказал, что в лирическом плане это «мрачный и агрессивный» альбом, который передаёт «неверие и отчаяние, перемежающиеся с романтическими всплесками радости». Энди Гринвальд, автор книги «Нет ничего приятнее: панк-рок, подростки и эмо» (2003 г.), написал, что тексты были взяты из дневников Шварценбаха, из-за чего внимание переключилось на него: «Тогда внимание привлёк автор песен; слушателям нравилась не песня, а сам певец». В отличие от более поздних релизов группы, которые были полностью написаны Шварценбахом, Bivouac был назван «самым совместным» альбомом Jawbreaker. Текст песни «Sleep», «P.S. New York Is Burning» и «Like a Secret» были написаны Бауэрмейстером, в то время как «Parabola» была результатом совместной работы всех трёх участников группы. «Повествовательные» семплы звучат в трёх песнях альбома, а именно «Donatello», «Like a Secret» и «Bivouac»; Пфалер сказал, что на инструментальные партии, на которые были наложены эти семплы, повлияли Bitch Magnet и Sonic Youth. Автор Эндрю Эрлз написал в своей книге «Дай мне инди-рок: 500 основных альбомов американского андеграундного рока 1981—1996 годов» (2014 г.), что участники Jawbreaker «подсмотрели» это у своих сверстников из Steel Pole Bath Tub. Название альбома — Bivouac было взято из семпла, использованного в одноимённой песне, который в свою очередь был взят из документального фильма о природе, посвящённого колониям муравьёв. Пфалер объяснил, что ведущий-рассказчик рассказывает о бивуаках: «временные лагеря, которые муравьи строят из своих живых тел, чтобы защитить королеву. Мы подумали, что это уместно, так как наш переезд в С.Ф. был немного похож на бивуак».

### Песни
Перезаписанная версия «Shield Your Eyes» является открывающей песней альбома, в конце затихает после 15 секунд гудения. Более ранняя версия песни была включена в сборник различных исполнителей, выпущенный их предыдущим лейблом Shredder Records в 1989 году. В песне рассказывается о человеке, который предпочитает пялиться на тротуар, вместо того чтобы смотреть прямо на солнце, рискуя ослепнуть. В песне «Big», наполненной фидбэком, лирический герой обнаруживает, что не способен обсуждать свои эмоции. В «Chesterfield King» нарратор размышляет о том, чтобы полюбить кого-то; он описывает встречу с бездомной женщиной в магазине 7-Eleven. Арин Кибл в своей статье о Jawbreaker, опубликованной в журнале Routledge Companion to Music and Modern Literature (2022 г.), сказал, что в ней представлен короткий рассказ, который напоминает о реалистических подходах таких писателей, как Элис Манро и Рэймонд Карвер млд.. Миша Перлман из Louder сказал после этого обмена мнениями, что он «противопоставляет безрассудство и свободу молодости опыту и мудрости старости, а также открыто противостоит человеческой смертности». В «Donatello» творческий процесс используется как аналогия обречённых отношений; за ним следует арт-панк-песня «Face Down».
В «Tour Song» рассказывается о гастролях; группа сочинила её перед североамериканскими гастролями 1990 года. Песня начинается с записи Шварценбаха на автоответчик, адресованной его девушке. За песней следуют две кавер-версии: «You Don’t Know…» (1980 г.), первоначально записанная Джоан Джетт для её сольного дебюта, и «Pack It Up» (1981 г.), первоначально записанная The Pretenders для их второго студийного альбома. Обсуждая реакцию аудитории в интервью, Шварценбах сказал, что «Pack It Up» послужил отсылкой к людям, которые просили их сыграть старый материал, который они больше не играли. Про песню «Parabola», у которой басовая линия в стиле The Jesus Lizard, Блейк сказал, что это была песня о «подлых людях». На текст песни повлияло творчество Джека Керуака, и в нём говорится о ненависти к себе. Альбом завершается экспериментальным композицией «Bivouac», которая длится десять минут и объединяет различные музыкальные элементы из остальных песен альбома. Рецензент AllMusic Фред Томас описал альбом как «сочетание закрученных басовых линий и громких гранжевых припевов с текстами, вдохновлёнными поэтами-битниками, призванными примирить отстранённость от семьи в стиле Холдена Колфилда». Кибл написал, что группа передаёт иронию правил в музыке сцены, «которые якобы существуют для защиты аутентичности, требуют перформативности, которая на самом деле может подорвать эту самую аутентичность».

## Художественное оформление
На обложках кассет и пластинок альбома Bivouac изображена обнажённая женщина в маске кролика. Обложка CD-релиза представляет собой часть изображения с названием группы и альбома; при разворачивании вкладыша можно увидеть полный рисунок. Изображение было сделано художником Бренданом Мёрдоком. Лэнс Хан предоставил фотографии для задней обложки альбома, а Пфалер и Дженнифер Кобб — фотографии для вставки. Этот альбом ознаменовал собой последнее появление логотипа группы 4F, который впервые появился на их дебютном семидюймовом виниловом альбоме. Она появилась примерно в то время, когда независимая панк-музыка была вытеснена растущей гранж-сценой.

## Выпуск и продвижение
Хан ранее работал в Revolver Distribution, которая сотрудничала с несколькими лейблами на складе в Сан-Франциско, такими как Tupelo Recording Company и The Communion Label. Хан убедил Гэри Хелда из Revolver подписать контракт с Jawbreaker; Хан сказал группе, что им следует поговорить с Хелдом, поскольку ему понравился их новый материал. Шварценбах сказал, что в конечном итоге они остановились на Tupelo и Communion, поскольку эти лейблы ранее подписали контракт с одной из его любимых групп — Bitch Magnet. Компания Revolver базировалась в Великобритании, что, как предполагалось, позволит группе лучше распространять свои будущие релизы в Европе. «Chesterfield King» был выпущен в мае 1992 года; в него вошли «Tour Song», «Face Down», «You Don’t Know…» и «Pack It Up». Поскольку весь материал не поместился бы на одном альбоме, он был включён в мини-альбом. Пфалер сказал, что разделение песен в конечном итоге привело к задержке выхода их нового альбома. В том же месяце Eugene Register-Guard сообщили, что Bivouac будет выпущен через три месяца. После переезда из своих резиденций группа отправилась в десятинедельные гастроли Hell Is on the Way, забронированные Пфалером, в рамках которого они отправились в путешествие по Восточному побережью. Через пять дней Шварценбах сорвал голос во время выступления в Каламазу, штат Мичиган. После пяти песен он покинул сцену, а на следующий день посетил врача, который обнаружил у Блейка на голосовых связках полип. Шварценбах объяснил, что для полного восстановления потребуется хирургическое вмешательство и двухнедельный период отдыха.
Jawbreaker провели совещание и решили, что Рейес может заменить Шварценбаха на оставшуюся часть гастролей и, возможно, на первые две недели предстоящих европейских. Однако после следующего концерта Рейес забыл текст, и Шварценбах снова начал петь. К августу 1992 года Шварценбах стал осторожнее относиться к своему голосу, поскольку он «становился всё хуже» на протяжении трёх предыдущих концертов, что он объяснял тем, что новые песни были «очень вокально-ориентированы». Примерно в это же время издание Spin опубликовало статью в своём августовском номере за 1992 год, в которой освещались различные выступления на панк-сцене Сан-Франциско, в том числе Green Day, Jawbreaker и Samiam. В преддверии европейских гастролей они связались с сотрудницей Lookout! Records Кристи Колкорд, который выступал в качестве их агента по бронированию билетов и концертного менеджера на всё время поездки. Она объяснила, что они не были уверены, стоит ли лететь на континент вопреки предписаниям врача Шварценбаха. Обеспокоенные потенциальной потерей денег из-за того, что они этого не сделают, а также энтузиазмом участников из-за их желания это сделать, они в конечном счёте отправились на гастроли. Через три недели после этого, находясь в Ирландии, Шварценбах начал кашлять кровью; к этому моменту Колкорд решил отвезти его в больницу. В октябре 1992 года в Лондоне ему была сделана операция по удалению полипа.
Хоть врачи рекомендовали Блейку сделать десятидневный перерыв, он, однако, снова начал петь после пяти дней пребывания в Норвегии. Он заметил, что его голос стал на две октавы выше, в результате чего он вернул себе прежнее звучание. После окончания тура Пфалер и Шварценбах жили в своём фургоне, так как оба уволились с работы и перевезли свои вещи на склад. Некоторое время спустя Пфалеру была сделана артроскопическая операция на колене, после чего у него был диагностирован синдром грудного выхода. Альбом Bivouac был выпущен 1 декабря 1992 года лейблами Tupelo и Communion; он должен был выйти на два месяца раньше, но, поскольку Хелд был занят гастролями по Европе с группой DUH, это привело к тому, что лейблы на некоторое время перестали работать. Пфалер объяснил задержку тем, что он сдерживал выпуск, чтобы распродать все копии двенадцатидюймового винила «Chesterfield King», а также временем, которое потребовалось на создание обложки.

### Переиздание
В честь 20-летия альбома Bivouac и сингл «Chesterfield King» были переизданы на виниле в 2012 году лейблом Пфалера — Blackball Records. CD-версия включала в себя песню «Peel It the Fuck Down» и демо-версию «Ache» на кассете в качестве бонус-композиции; первый был взят из сборника группы Etc. (2002 г.), в то время как другая версия последней появилась на их следующем студийном альбоме 24 Hour Revenge Therapy (1994 г.). Согласно сопроводительному пресс-релизу, обе пластинки были ремастированы Джоном Голденом, и «увеличенная частота дискретизации повысила некоторые нижние и средние частоты». Пфалер объяснил, что хотел получить более точное звуковое изображение того, что они услышали в студии. Поскольку они перешли от обычных форматов к цифровым носителям, «частота дискретизации теперь в два раза выше, чем в 1992 году». С тех пор Blackball Records переиздавали его на виниле в 2015 и 2017 годах.

## Отзывы критиков
| Оценки критиков  | Оценки критиков |
| Источник         | Оценка          |
| ---------------- | --------------- |
| AllMusic         | [ 21 ]          |
| MusicHound Rock  | [ 62 ]          |
| Pitchfork Media  | 8.8/10          |
| Record Collector | [ 20 ]          |
| Rock Hard        | 7/10            |
| Spectrum Culture | 3.75/5          |

Несколько рецензентов высоко оценили разнообразное звучание альбома. Писатель Ронен Гивони назвал его своим «самым стилистически разнообразным и нестандартным» релизом, полным «плотных наслоений и экспериментов с драматическими» инструментальными партиями и вокальными семплами. В обзоре для журнала Record Collector Перлман объяснил, что идентичность альбома основана на его «разнообразном и экспериментальном взгляде на эстетику панка». Фицджеральд сказал, что то, чего ему «не хватает в качестве исполнения, он компенсирует заикающимися изменениями темпа и наполнением», что в совокупности воспринимается как «душераздирающий пример идеальной музыкальной чистоты». Адам Тёрнер-Хеффер из God Is in the TV посчитал, что это «доказало, что амбиции группы выходят за рамки того, чтобы быть просто панк-рок-группой <…>, расширяя и без того быстро расширяющиеся границы, которые они представляли ранее». Рецензент журнала Rock Hard Буффо Шнадельбах сказал, что группа отказалась от панк-рока, трэш-метала и вдохновлённое фанком звучание других групп Сан-Франциско вместо «панк-шумного инди-гитарного рока». Томас назвал это «пожалуй, самым бурным из всех, что у них были, — самый грубый материал»; Мелисса Фоссум из Phoenix New Times сказала, что «сверхплотная» музыкальность сделала его «одним из самых сложных для восприятия альбомов, но в контексте Jawbreaker он великолепен».
Другие критики прокомментировали написание песни и то, что она перестала быть популярной. Джим Теста из Trouser Press отметил, что, хотя альбом и утратил «игривую яркость» их дебюта, Bivouac продолжили свою «формулу грамотных, хорошо проработанных поп-песен, наполненных непредсказуемыми паузами и изменениями». Брэндон Стосуи из Pitchfork Media сказал, что это была их «мрачная коллекция, очередной раскидистый набор, который показал, что они переходят от более чистого, спокойного образа на Unfun к чему-то более суровому, дикому и умному». Барри М. Прикетт, автор книги «MusicHound Rock: The Essential Album Guide» (1999 г.), был очарован «длинными, страстными эпопеями, которые никогда не затягиваются» на Bivouac, в отличие от «коротких, напряжённых композиций», составлявших Unfun. Журналист Alternative Press Вивианн Оу сказала, что альбом демонстрирует, как группа «прогрессирует с мелодиями, в которых слышится отчуждение и жгучие аккорды агрессивной гитары», подчеркивая рост Шварценбаха как автора текстов. Дэн Фидлер из Spin высоко оценил индивидуальные способности трио; Райан Кайл из The A.V. Club объяснил музыкальность группы тем, что все участники «в равной степени вкладывались в написание песен». Эрлз сказал, что альбом «на годы превзошёл по зрелости не только свой дебют, но и многих» своих сверстников. Когда он сравнил Bivouac с Unfun, он сказал, что это «звучит как совершенно другая группа», назвав её значительно более амбициозной, чем её предшественница.

### Влияние
После выхода альбома Bivouac Гринвальд написал, что харизма Шварценбаха как фронтмена «помогла Jawbreaker утвердиться в качестве гастролирующей группы национального масштаба»; в дополнение к этому, группа, с её «доминирующим голосом и пронзительно личным взглядом, спродюсировала первого эмо-идола». Эрлз сказал, что альбом привлёк поклонников группы в американском андеграунде от пост-хардкора до альтернативного и инди-рока. Джо Гросс из Spin сказал, что Bivouac и 24 Hour Revenge Therapy были «двумя ключевыми документами раннего эмо»; редакторы Синди Делл Кларк и Саймон Дж. Броннер высказали аналогичное мнение в своей книге «Молодежная культура в Америке» (2016 г.). Чаз Кангас из Spectrum Culture написал, что Jawbreaker обеспечили специфическим звучанием, «таким образом, что современные группы всё ещё имеют слышимую часть альбома в своей коллективной ДНК». Райан сказал, что в последующем годы, Jawbreaker изменили мрачную атмосферу Bivouac с помощью более ярко звучащей 24 Hour Revenge Therapy и вернулись к ней на Dear You (1995 г.), не прибегая к амбициозному написанию песен. Фицджеральд сказал, что «абсолютная музыкальная стойкость и лирическая страсть <…> делают этот альбом краеугольным камнем андеграундной рок-музыки» в духе Pixies и The Promise Ring. В интервью Alternative Press, посвящённом продвижению Dear You, Шварценбах раскритиковал альбом как «пародию на разрозненную личность». Он пересмотрел звучание альбома со своей более поздней группой Forgetters, с их песней «Too Small to Fail» (2010 г.).
В Cleveland.com поместили песню «Chesterfield King» на 16-е место в их списке 100 лучших песен в стиле поп-панк. Песня также попала в списки лучших песен Jawbreaker по версии Alternative Press, God Is in the TV, Louder, и Stereogum. LA Weekly поместили Bivouac на 9-е место в своём списке 20 лучших эмо-альбомов в истории. На протяжении многих лет каверы на несколько песен были включены в различные трибьют-альбомы: песня «Bivouac» в исполнении группы Goodboy Suit попал в альбом So Much for Letting Go: A Tribute to Jawbreaker Vol. 1 (2003 г.); «Shield Your Eyes» в исполнении группы For Amusement Only и «Chesterfield King» группы Nerf Herder вошли в альбом Bad Scene, Everyone's Fault: Jawbreaker Tribute (2003 г.). Гордон Уизерс записал каверы на песни «Chesterfield King» и «Bivouac» для своего альбома Jawbreaker on Cello (2019 г.), который стал результатом его участия в документальном фильме Jawbreaker «Don’t Break Down». (2017 г.).

## Список композиций
Все тексты написаны Блейком Шварценбахом, вся музыка написана группой Jawbreaker, за исключением отмеченных.
| №                   | Название                                   | Автор(ы)                                | Длительность |
| ------------------- | ------------------------------------------ | --------------------------------------- | ------------ |
| 1.                  | «Shield Your Eyes»                         |                                         | 3:10         |
| 2.                  | «Big»                                      |                                         | 5:06         |
| 3.                  | «Chesterfield King»                        |                                         | 3:55         |
| 4.                  | «Sleep»                                    |                                         | 4:06         |
| 5.                  | «Donatello»                                |                                         | 3:03         |
| 6.                  | «Face Down»                                |                                         | 3:06         |
| 7.                  | «P.S. New York Is Burning»                 |                                         | 5:08         |
| 8.                  | «Like a Secret»                            |                                         | 4:11         |
| 9.                  | «Tour Song»                                |                                         | 4:39         |
| 10.                 | «You Don't Know...» (кавер на Джоан Джетт) | Джоан Джетт, Кенни Лагуна, Ричи Корделл | 2:35         |
| 11.                 | «Pack It Up» (кавер на The Pretenders)     | Крисси Хайнд, Джеймс Ханиман-Скотт      | 2:51         |
| 12.                 | «Parabola»                                 |                                         | 3:06         |
| 13.                 | «Bivouac»                                  |                                         | 10:06        |
| Общая длительность: | Общая длительность:                        | Общая длительность:                     | 41:06        |

### Примечание
- в винил-издании альбома композиции «Tour Song», «Face Down», «You Don’t Know…» и «Pack It Up» отсутствуют[15]

## Участники записи[15]
| Jawbreaker - Блейк Шварценбах — вокал, гитара - Крис Бауэрмейстер — бас-гитара - Адам Пфалер — барабаны | Производственный персонал - Jawbreaker — продюсеры, звукоинженеры - Билли Андерсон — продюсер, звукоинженер - Майк Мораски — продюсер, звукоинженер - Джонатан Бёрнсайд — продюсер, звукоинженер - Джордж Хорн — мастеринг - Брендан Мёрдок — художественное оформление - Лэнс Хан — фотограф - Дженнифер Кобб — фотограф - Адам Пфалер — фотограф - Джон Йейтс — «грязная работа» |